# Testamente der zwölf Patriarchen
Die Testamente der zwölf Patriarchen sind eine pseudepigraphe Schrift. Sie ist als Sammlung der Abschiedsreden der zwölf Söhne Jakobs konzipiert, die als Väter der Zwölf Stämme Israels gelten. In ihrer Endgestalt ist sie christlich und wohl in das dritte Jahrhundert zu datieren.